# Mystic
Mystic — третий студийный альбом московской группы Armaga. Записан в конце 2011 — начале 2012 года, выпущен 21 апреля 2012 года на лейбле Irond Records.

## Об альбоме
Mystic первая студийная работа Armaga, в которой приняли участие новые музыканты Сергей Морозов и Дмитрий Ковалёв. Презентация диска прошла в Москве 21 апреля 2012 года. В этом альбоме стиль немного изменился в сторону симфонического звучания. Этому поспособствовали принявшие в записи участие музыканты КГО «Виртуозы Москвы». Мастеринг альбома делал легендарный английский продюсер — звукорежиссёр Russ Russell, известный по работе с такими группами как Napalm Death и Dimmu Borgir. В ноябре группа снимает клип на песню «Avenger», который выходит 22 декабря и становится первый официальным видео группы.

## Песни
Тематически песни третьего альбома продолжили концепцию, начатую ещё в первых двух альбомах, правда теперь в лирике стало больше мистики, темной магии и колдовства.

## Список композиций
Автор музыки и лирики альбома — гитарист Андрей Васюнин. Список композиций:
1. «In a Shade»
2. «Avenger»
3. «The Past»
4. «Mystic»
5. «The Lost Casket»
6. «Masterstroke»
7. «Trace Of Time»
8. «Resolute»
9. «Howl of Despair»
10. «Sinister Path»
11. «Grimoire»
12. «Evil Spell»
13. «Rumble of Horror»

Номер в каталоге: CD 12-1809.

## Над альбомом работали
- Сергей Морозов — вокал
- Андрей Васюнин — гитары, клавиши
- Евгений Щетинов — бас
- Дмитрий Ковалёв — барабаны

Так же в записи альбома принимали участие
- Стрельников Алексей — скрипка
- Непомнящий Александр — виолончель
- Стёпин Павел — контрабас
- Лукашев Илья — демонический шёпот

Производство
- Музыка и слова: Андрей Васюнин
- Звукорежиссёр: Илья Лукашев
- Ассистент звукорежиссёра: Никита Каменский
- Мастеринг: Russ Russell, «Parlour studios», Кеттеринг, Великобритания
- Обложка и оформление: Pablo The Elephant, ART-S-KILL T E A M[4]